# 投石
投石（とうせき）とは、石を投げること。飄石（ずんばい、づんばい）とも。投石機や投石紐等の指摘がない限り、狭義的にはヒトが人力で投げることを指す。その用途は、直接的な攻撃から挑発・脅し、威嚇、遊び、悪戯に至るまで多様である（後述）。また、広義的には人力で操作する投石紐を用いて石を投げる行為も意味している。

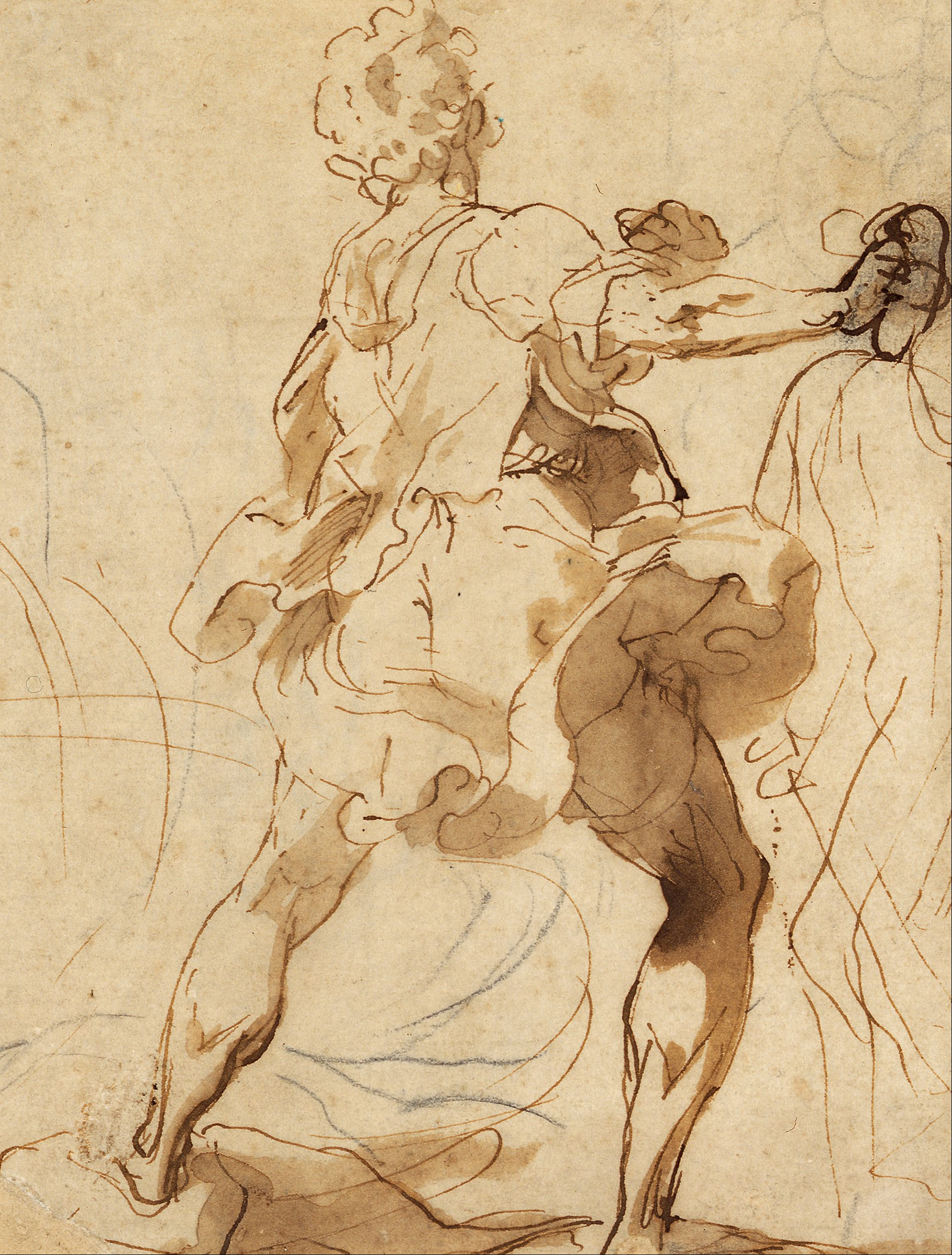
ルネサンス後期のイタリア画家フェデリコ・バロッチが描いた投石者の絵

## 概要
ヒトはもっとも上手に物を投げられる動物である。原人から新人にいたるまで、投石はもっとも基本的な狩猟の攻撃方法だった。動物を倒すには遠距離から一方的に攻撃する方が安全であるため、弓矢を発明するまではもっぱら投擲によって戦っていたと考えられている。チンパンジーやゴリラも糞や木を投げる行為は見られる。
正確の年代は不明ながら、石器時代（紀元前12000年頃〜紀元前8000年頃）に投石紐が発明されて、構造と運用は簡易ながら投石の威力と飛距離を増大できるため、投石がより効率的となっている。

### 攻撃としての投石
人間対人間の闘いにおいて、投石は重要かつ効果的な戦術であった。現代のように舗装されていない土地が多く、武器となる石を見つけるのは容易であった。弓矢に比べて風の影響を受けにくく、鎧ごしに打撃を与えやすいと言う特徴がある。『旧約聖書』（紀元前4-前5世紀）に登場するペリシテの巨人兵士ゴリアテは小柄なダビデの投石で打ち倒されるなど、古代から体格の不利を補う威力をもつと知られていた。
投石の特徴として、投石のみで相手に致命傷を与えるのではなく、痛手を与えてさらに攻撃を加える、または逃げることができる点がある。特に顔面や目への投石は効果が高い。現代においては防犯用のカラーボール、喧嘩や護身術として相手に多数の硬貨やパチンコ玉、砂を投げつける行為（投擲）も、広義の投石と言える。
特に漢字を使用する中国語と日本語は古来、戦場の飛び道具を「矢石」と書き、昔の戦場に投石は弓矢と同じく普遍的攻撃手段であることを表現している。
投石の主な欠点は、弓弩の矢と比べて弾薬の携帯が難しく、部隊は常に移動する野戦には不都合がある。そのため、弓弩が発達した後は、主に弾薬を備蓄しやすい攻城戦で使用された。(とはいえ、運用コストは弓弩より安く、投射火力を補うために野戦で投石を運用することもあった)。攻城戦では、特に守備側にとって城壁上から石を投げれば位置エネルギーを利用して威力を高めることができ、また、人力では遠くに投げられない大きな石でも城壁や高櫓から落とせば登っている敵にダメージを与えることができるため、投石はより効率的な攻撃手段となる。戦闘中に破壊された建物のレンガや瓦などの構造材を投石戦術の弾薬に転用することも可能である。城の建築技術が発展するにつれて、投石戦術を実行しやすい石落とし構造も開発された。
現代で投石を攻撃手段として行うのは主に武器を規制されている暴徒などである。または、国によっては子供の悪戯の手段としてもしばしば行われており、フィリピンやウルグアイでは鉄道車両の窓の外側に投石による被害を防止することを目的とした金網やアクリル板が張られていることがある。列車に対する投石に関しては、戦後しばらくの日本においても盛んに行われており、1949年7月5日付けの参議院・議事録には、運輸省鉄道監督局長の報告として、「投石と発砲による事件が134件で、鉄道事件の過半数である」としたものがある。
他に、投石は実行しやすく、威力が甘く見られがちで、攻撃手段としての心理的負担が低いため、心のない人間が投石を安易に悪戯やいじめに使用し、結果的に被害者を殺害した事件が現代にも時々起きる。この特性を利用して大衆の投石で行う石打ちの刑も古くから存在している。集団暴行に使用されて虐殺に発展する事例もあり、日本においても関東大震災朝鮮人虐殺事件の際、埼玉県熊谷市久下付近の荒川に近い地域で4～5人が投石に殺害されたと伝われる。中国の文化大革命中に起きた広西虐殺など事件にも投石による大量虐殺が起きたという。
国境紛争が拡大・悪化しないための暗黙の手段として国境沿い兵士が投石を行うことがあり、本格的な戦闘に発展させないための手段となっている面がある一方、挑発につながっている。中印国境地帯で2020年5月に起きた摩擦でも投石が行われた。
現代の軍事において、石の代わりに手榴弾を投げることは依然に最も基本である軍事戦闘技術の一つで、殆どの歩兵訓練は手による遠投を取り入れている。手榴弾訓練のコストを節約するために小石やコンクリート入りのペットボトルや飲料缶などを訓練道具として使用するケースも存在している。
自衛用や犯罪に対して反撃にも依然に使用されている。珍しい事例に、2024年10月19日、フィリピンのイサベラ州イラガン市で、結婚式に発砲して二人を銃殺した容疑者が付近の住民らから投石で反撃されて死亡した。

### 狩猟としての投石
狩猟手段として投石は、小動物が相手であれば、跳弾の要領で1匹以上を仕留められた事から、17世紀のイギリスでは「一石二鳥」の四字熟語の元となったことわざが生まれた（当項目を参照）。
オオカミなど肉食獣への防獣対策としても運用され、昔の羊飼いや山岳地帯の遊牧民がよく投石紐を携行する。緊急状態で手による投石で虎など猛獣を撃退した事例も報告されている。
投石を基に改良を加えた猟具にボーラなどは開発された。

### 文化としての投石
純然たる遊びとしては、川などの水面に向かって投げる水切りが挙げられる。水面で石が飛び跳ねる回数を競う。
大石を遠投する力比べ競技も各地で古くから行われており、例えばストーン・プットは、スコットランドハイランド地方の競技会ハイランドゲームズにおける主要な競技の1つであり、シュタインシュトッセンはスイス地方の伝統的競技である。移民がもたらす文化として類似な競技もアメリカで見られる。
前近代の日本では婚礼の夜に嫁を迎える家の戸や羽目板などに投石＝石を打つ風習が京都などで見られたが、土地によっては水かけの場合もあった。

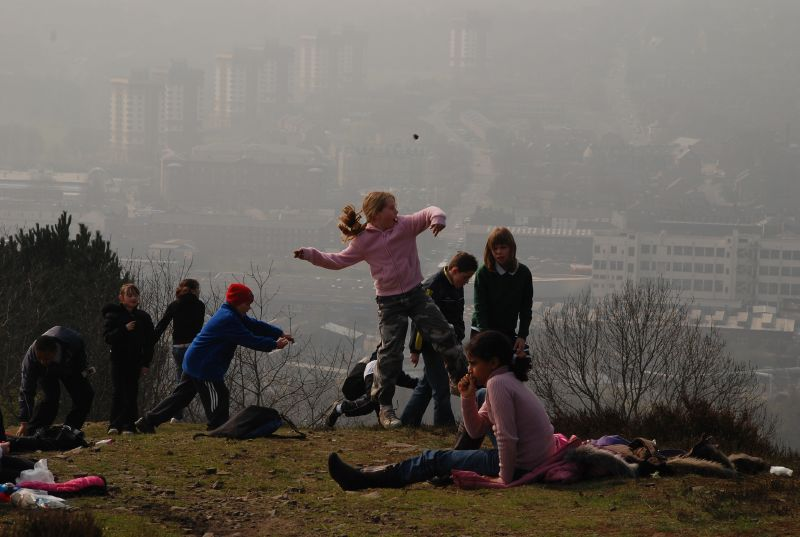
娯楽としての投石
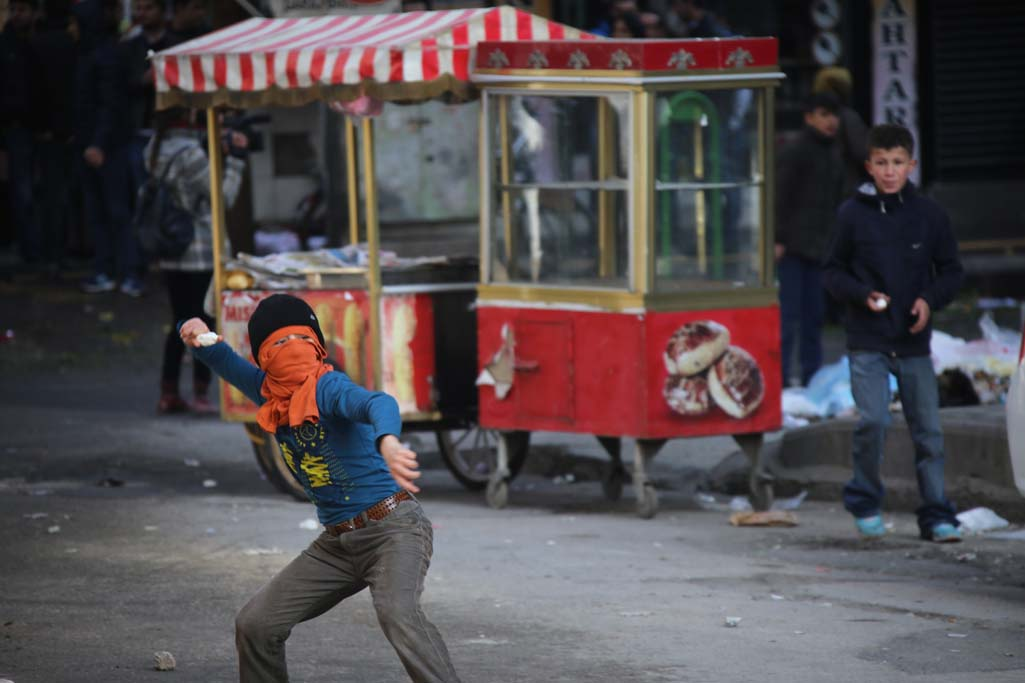
抗争としての投石
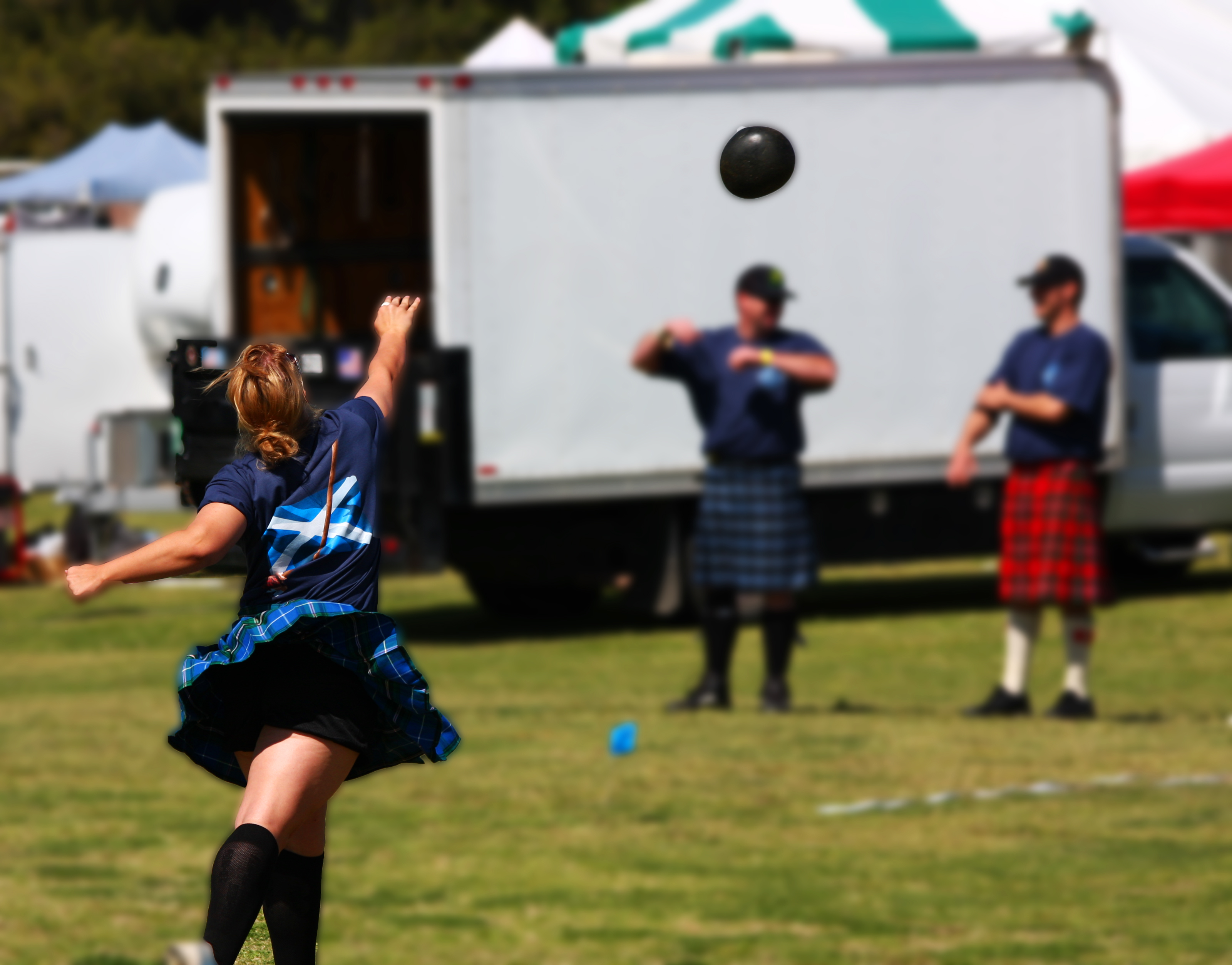
競技としての投石

## 歴史上の投石
正確な年代と起源を特定することは困難だが、中近東で紀元前から罪人に対して大勢の者が投石を行い死に至らしめる処刑法である「石打ち」の刑を用いている。
紀元前401年から紀元前399年のペルシア内戦に参加した古代ギリシアの軍人・著述家であるクセノポンの回想録『アナバシス』は、投石の名手であるロードス人の部隊がペルシャ軍を攻撃する場面を記録している。
紀元前223年の秦対楚戦の頃、兵士たちが余暇に投石競技を行っていることを秦の将軍王翦が知り、それで兵士たちが戦闘技術を熱心に練習していて戦闘準備をできたことを理解した場面が、『史記』の王翦伝に書かれている。
『漢書』（2世紀）巻70延寿伝の記述として、護衛官昇進試験として投石が用いられている。
中国三国時代の武将許褚は若い頃、盗賊の攻撃を防ぐため民兵を集めて城壁を築いた。そして数が優勢の盗賊に包囲されて城内の弓矢が尽きた時、許褚は仲間に頼んで城中の大きな石を集め、怪力で盗賊に投石して彼らを撃退した。
日本の平安時代の貴族は、従者を用い、他の貴族の牛車に投石をさせて、嫌がらせや苦情を行っており、『小右記』1013年（長和2年3月30日条）の記録では、藤原能信の従者が源懐信の牛車に投石を行ったことが記述されている（「藤原能信」の「経歴」も参照）。また『大鏡』第4巻「隆家」に記された花山院（10世紀末）の逸話として、院が、「我が（邸宅の）門前を牛車で通り抜けられ（る者はおる）まい」と仰せ、これに藤原隆家が反応して向かうも、門前には荒法師や大・中童子、合わせて7、80人が、大きな石を持ち、5、6尺の杖で待ち構え、隆家は退却したと記述される（「藤原隆家」の「人物」も参照）。
13世紀、スイスバーゼルにおいて投石競技シュタインシュトッセンが行われる（ドイツ語版参照）。
16世紀初めの1509年9月に開催されたドイツ「アウクスブルク射撃競技大会」の様子を描いた1570年ごろの写本の挿絵には、徒競走・競馬に加えて、石投げ競技が見られるが、人間の頭部並みに大きな石を片手で振りかぶっている。
中国の清代に運送業と警備業を兼ねる鏢局は、刀槍弓矢など武器と体術の他、強盗との遭遇戦に多発する短距離戦闘で即応性が高く連射が効く投擲武器の技術を重視しており、従業員の通称である「鏢師」も（手裏剣と類似する）投擲武器の鏢 (ひょう)を多用することから由来している。当時に投擲武器の一種としてより簡便な投石を運用する武人が居て、その中に両足は不自由ながら投石の技を熟達し、船首甲板に座って石が入った器を側に置き、投石で商船の警備を従事する鏢師は記録されている。武術界隈に投石の技と投擲に適する石を「飛蝗石」と呼ぶ雅称もある。
日露戦争中の1904年6月15日、得利寺の戦いでロシア軍を攻撃する日本陸軍第二軍に属する児玉隊は、小銃弾を撃ち尽くした後、現地に散乱せる石を拾い上げて霰雨の如くにロシア軍に投げつけ、同じく弾切れしたロシア軍も石を拾いて児玉隊に反撃し、両軍は激しい投石戦を繰り広げた。

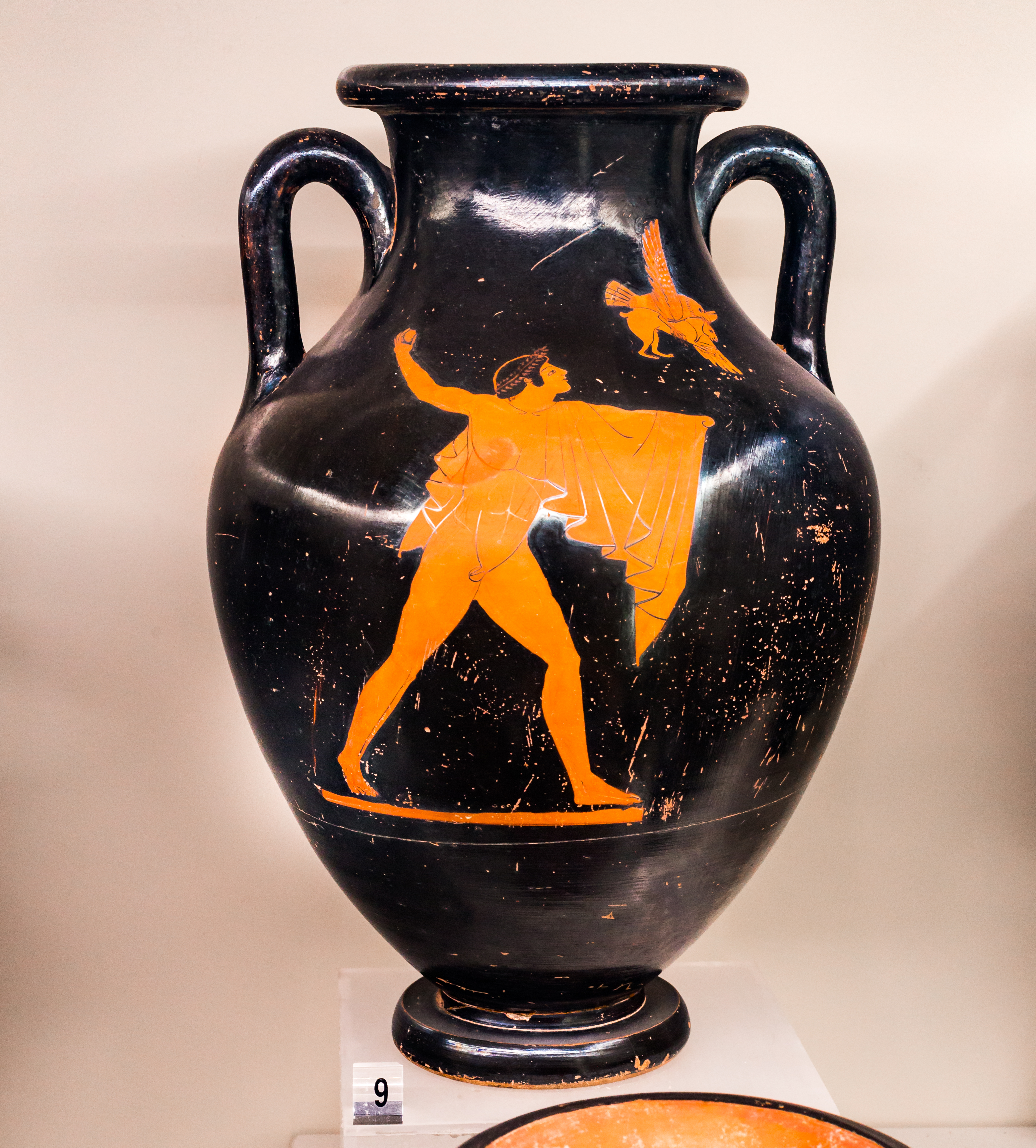
紀元前480年頃の古ギリシア陶器、若者がウサギを捕獲した鷹に投石の絵が描かれている。
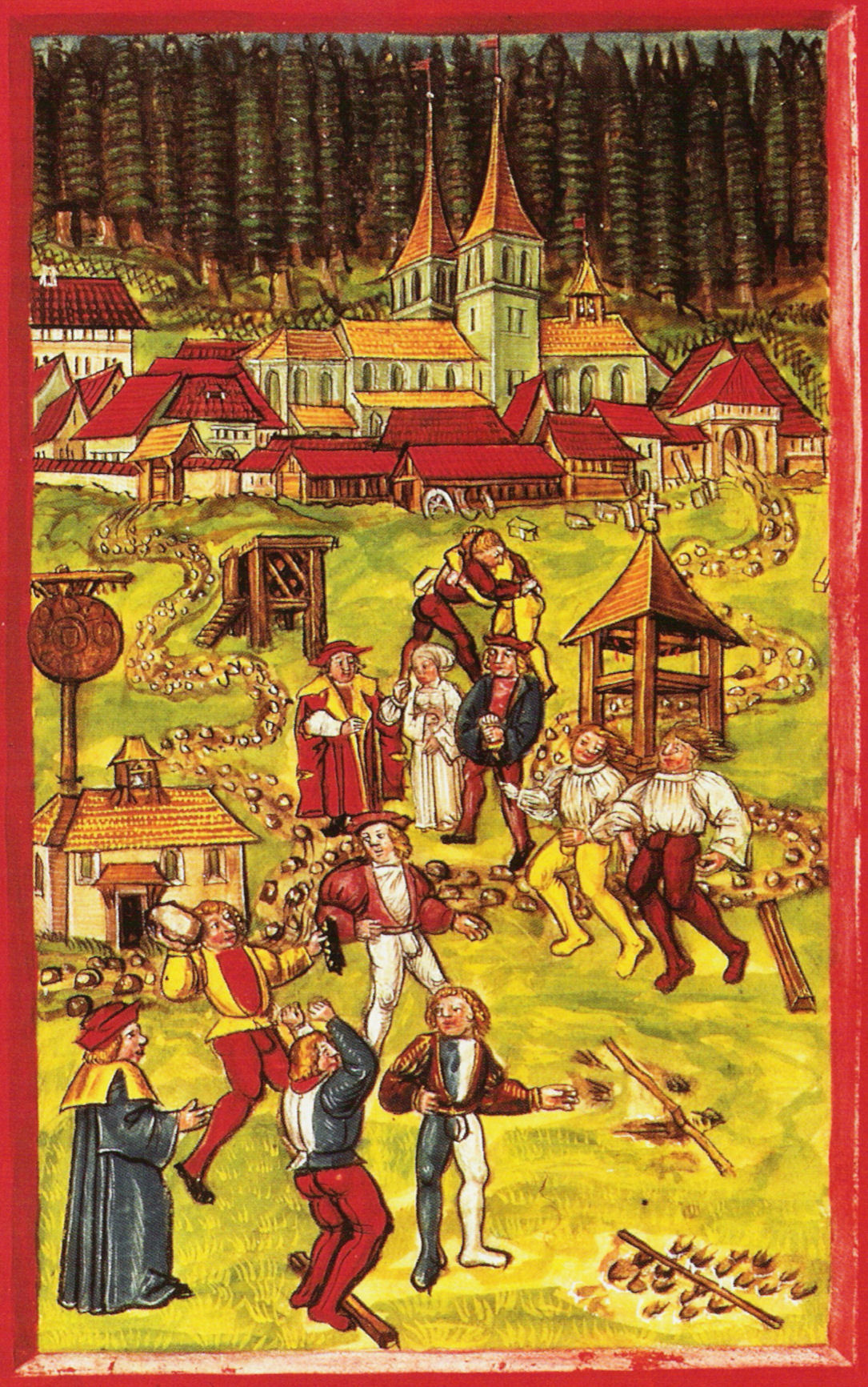
1513年の装飾写本ルツェルン・シリングによる、スイス傭兵が投石訓練を行うの図
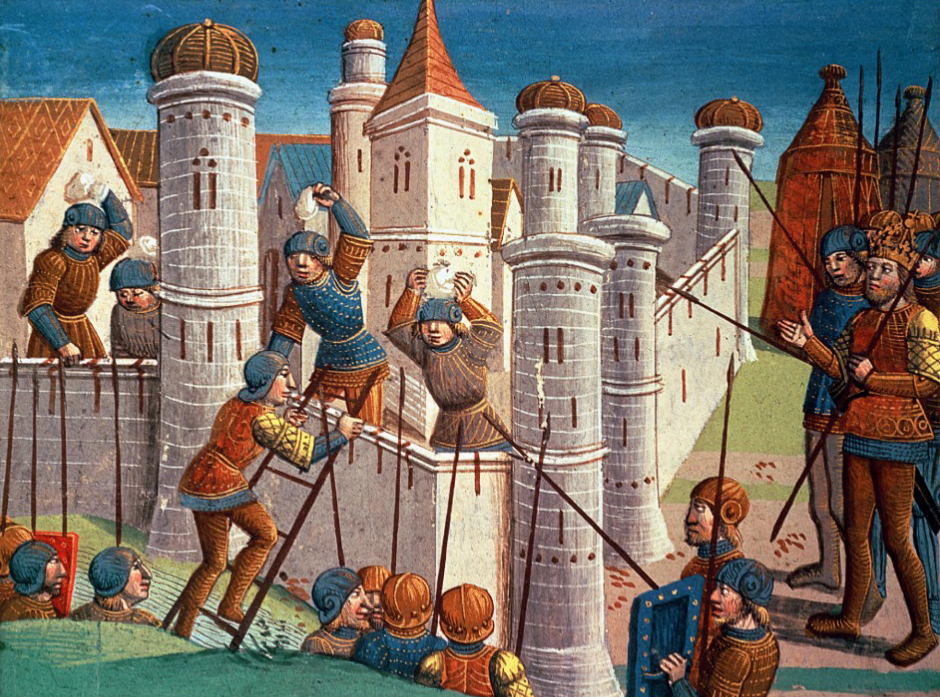
中世欧州の攻城戦、守備隊が攻撃者に投石。1496年の絵画。
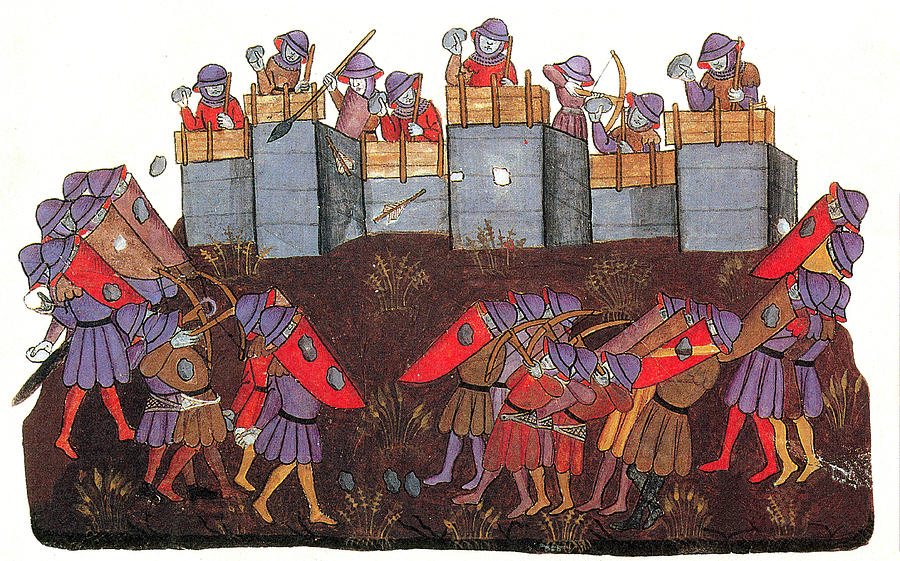
建設中のエルサレムの城壁を投石で守るユダヤ人。1430年の旧約聖書装飾写本より。(絵中の装備は時代錯誤の中世欧州風)

## 戦国時代の投石
日本は古くから石を投擲することを「印地」と呼び、合戦を模して石をぶつけ合う「石合戦」も平安時代の文献にすでに記載されている。
戦国時代には戦争手段としての投石は攻城戦を中心に広く使用されており、元亀3年（1573年）の甲斐武田氏の西上作戦に伴う三河徳川氏との三方ヶ原の戦いにおいて、武田方の武将小山田信茂が投石隊を率いたとする逸話が知られる。
『信長公記』や『三河物語』に拠れば、武田氏は「水役之者」と呼ばれる投石隊を率いたと記されているが、これは近世期の軍記物や近代の戦史史料において誤読され、信茂が投石隊を率いたとする俗説が成立したものと考えられている。
江戸時代初期の兵法家である宮本武蔵は島原の乱に中津藩主・小笠原長次の後見として出陣し、乱後に延岡藩主の有馬直純に宛てた武蔵の書状に、城攻めの最中で一揆軍の投石によって負傷したことを伝えている。島原の乱に関する多くの史料も、一揆軍が城中より雨のように投石して防戦する戦況を記している。
歴史研究家の鈴木眞哉が、戦国時代以前の1333年2月から1457年3月までの軍忠状など史料176点を集計した研究結果によれば、当時に報告された戦闘負傷の中に石疵・礫疵は約2.7%。これに対して、1467年9月から1637年2月までの史料201点の集計研究結果で、石疵・礫疵の比率は約10.3%に登り、戦国時代に投石戦術の運用が増加した結果を示している。また、この数字は同時期の矢疵・射疵の41.3%、鉄砲疵の19.6%、鑓疵・突疵の17.9%に次ぐ戦闘負傷の四位であり、五位の刀疵・太刀疵の3.8%より数倍高く、戦国時代に投石は副次的でありながら遠戦の一環として重要であることを推察できる。
（ただし、軍忠状などの戦闘負傷の記録の内、原因が分かっているものは生存者の自己申告であり、戦死者の死因は基本的には記録されない。また戦勝側の内訳に偏っているため注意が必要である）。

## 法規制
『吾妻鏡』文永3年（1266年）4月21日条に、争いや狼藉につながるとして鎌倉幕府が禁止し、関東では件数が減ったが、京都の方では未だに行われていると記述される。
江戸時代の生類憐れみの令では貞享4年（1687年）4月30日、江戸城中門を警護する与力（水野元政）が、門上のスズメや鳩を投石で追い払ったところを下男に目撃・密告され、同心遠慮（謹慎処分）を受けている。

## その他
- 雪国＝豪雪地帯などでは雪に包んで偽装する手段が可能となる。落ちた石に関しては、そのまま雪に埋もれる。
- 火矢のように燃やすことはできないが、熱した石を投げることは耐熱手袋などを使用することにより可能である。火矢以外にも矢の場合、毒矢など、状況に応じて戦術は変えられるが、石の場合、応用はそこまでない。
- 五月危機の際、暴徒は石畳を剥がし、そのまま投石に利用した。
- 第二次世界大戦以前の日本の小作争議では、小作人が地主宅を破壊する手段の一つとして投石を用いている[27]。
- 70年安保では、全国で押収された投石は241トンに達した（詳細は、「安保闘争#70年安保」を参照）。
- アルベルト・アインシュタインは、第三次世界大戦後の第四次世界大戦は石と棍棒による戦いになると発言し、核戦争による文明崩壊を警告した（アルベルト・アインシュタイン#人物像「発言・語録」を参照）。
- 攻撃以外の利用としては、大声を上げられない状況下で、遠くの相手を起こす[注釈 9]、意志伝達の手段として用いられる。または、相手の意識を別の方向に誘導する際や陰地に隠れている伏兵がいそうな場所に投げる（意識誘導の例としては、遁術内の水遁の術、伏兵が隠れている場に投石する記述は、上泉信綱伝『訓閲集』巻4「戦法」内の「客戦」に見られる[28]）。

## 投石による死者
(没年順)
- マルドニオス - アケメネス朝ペルシアの将軍。紀元前479年のプラタイアの戦いでスパルタ軽装歩兵の投石を受けて戦死。
- ピュロス - マケドニア王、戦術の天才として名高い。アルゴスの政争に介入し、紀元前272年の市街戦の最中に名もない女性が投げた瓦に直撃されて気絶したところで殺された。
- 孫堅 - 没年は191年-192年（2世紀末）と諸説あり。矢で射殺されたと記されるが、三国志『英雄伝』では193年に投石によって戦死と記される（詳細は、「孫堅#孫堅の没年と死因」を参照）。
- ルキウス2世 (ローマ教皇) - 166代ローマ教皇、1145年没。投石により戦死。
- 入来院重門 - 入来院氏6代、応安5年（1372年）没。峰ヶ城を攻めた際、投石により戦死。
- モクテスマ2世 - アステカ第9代君主、1520年没。スペインによるアステカ征服の過程で激怒したアステカ市民から無数の石を投げつけられて死亡。
- ルーカス・サング - ケニアの陸上選手。暴動の投石により2008年に死亡。

## 創作中の投石
(公開・発売時間順)

### 映画
『クレヨンしんちゃん 嵐を呼ぶ アッパレ!戦国大合戦』
2002年に公開された日本のアニメーション映画。合戦に投石戦術を用いる場面が描かれている。

### 小説
『水滸伝』
明王朝時代の中国小説。登場人物の張清は投石が得意、二つ名の「没羽箭」もこれに由来する。梁山泊と敵対する時期に投石を活用して梁山泊の好漢を何人も破った。後に明治時代の小説家・野村胡堂は張清の技をヒントにして銭形平次の投げ銭を考案した。

### アニメ・漫画
『機動戦士ガンダム』
1979年から放映された日本サンライズ制作のロボットアニメ。テレビ版作中に主人公側のガンキャノンと、敵側のザクが、それぞれ投石で攻撃するシーンが描かれている。
『MASTERキートン』
1988年から1994年まで連載された漫画。主人公の平賀＝キートン・太一は手による投擲と即席投擲武器の製造に長じて、しばしば投石とボーラなどを用いて事態を打開する。
『ベルセルク (漫画)』
1989年から連載中の漫画。登場人物のイシドロは投石が得意、しかし本人はその地味さを嫌う。
『進撃の巨人』
2009年から2021年まで連載された漫画。登場人物の獣の巨人は投石を主要な攻撃手段としている。

### ゲーム
『ファイナルファンタジータクティクス』
1997年に発売されたシミュレーションRPG。投石は作中の基本ジョブ「見習い戦士」の技。主人公のラムザ・ベオルブは後に二次創作のキャラ付けとして「投石が得意の見習い戦士」のイメージが付けられて、公式にも導入されており、シリーズ作品の『ディシディア ファイナルファンタジー(アーケード)』と『ファイナルファンタジー レコードキーパー』に登場する時も投石の技を用いる。
『刀剣乱舞』
2015年よりサービス中のオンラインブラウザゲーム。設定上は部隊の指揮官に相当する(日本刀を男性に擬人化した)刀剣男士たちが率いる兵士である刀装兵の一種に投石兵が存在し、基本的遠戦兵種である。